# Hind bint Utba
Hind bint Utba ibn Rabia (àrab: هند بنت عتبة بن ربيعة, Hind b. ʿUtba b. Rabīʿa) fou la mare del califa omeia Muàwiya I.
Es va casar tres vegades, la tercera amb Abu-Sufyan ibn Harb amb el qual va tenir a Muàwiya I. Inicialment oposada a Mahoma, va instigar als homes de la Meca a l'atac de Medina el 625, en què el seu marit va dirigir l'exèrcit de la Meca. Quan Hamza ibn Abd-al-Múttalib, oncle de Mahoma (que havia matat el seu pare Utba a la batalla de Badr el 17 de març del 624) va morir en la batalla de l'Úhud (23 de març del 625), Hind va mutilar el seu cadàver. Quan Mahoma va entrar a la Meca li va haver de prestar homenatge. Aviat la seva posició va canviar quan el seu fill va esdevenir governador de Síria. Repudiada pel seu marit, va organitzar algunes intrigues en revenja. Va morir en data incerta en temps d'Úmar o d'Uthman.